# Tréminis
Tréminis is een gemeente in het Franse departement Isère (regio Auvergne-Rhône-Alpes) en telt 172 inwoners (1999). De plaats maakt deel uit van het arrondissement Grenoble.

## Geografie
De oppervlakte van Tréminis bedraagt 43,3 km², de bevolkingsdichtheid is 4,0 inwoners per km².
De onderstaande kaart toont de ligging van Tréminis met de belangrijkste infrastructuur en aangrenzende gemeenten.

## Demografie
Onderstaande figuur toont het verloop van het inwonertal (bron: INSEE-tellingen).